# Keizer Hendrik VII
Hendrik VII van Luxemburg (Valenciennes, 12 juli 1274 – Buonconvento (bij Siena), 24 augustus 1313) was graaf van Luxemburg van 1288 tot 1310. Hendrik was een zoon van Hendrik VI van Luxemburg en hij huwde op 9 juni 1292 met Margaretha van Brabant, een dochter van hertog Jan I van Brabant en werd de vader van:
- Jan de Blinde (1296-1346)
- Maria (1305-1324), die in 1322 huwde met koning Karel IV van Frankrijk (1294-1328)
- Beatrix (1305-1319), die in 1318 huwde met koning Karel I van Hongarije (1288-1342).

Hendrik werd in 1308 Rooms-Duits koning en in 1312 keizer Hendrik VII van het Heilige Roomse Rijk. Tijdens zijn regering verwierf Hendrik van Luxemburg Bohemen voor zijn zoon Jan.
Hendrik was in 1310 naar Italië vertrokken, naar aanleiding van de strijd tussen de Welfen en Ghibellijnen. Na een kort verblijf in Asti, waar Hendrik in de politieke twisten van de stad tussenbeide kwam, trok hij verder naar Milaan, waar hij tot koning van Italië gekroond werd met de IJzeren kroon van Lombardije op 6 januari 1311. In 1312 volgde de kroning tot keizer te Rome. Deze kroning vond niet plaats in de Sint-Pietersbasiliek, want die was bezet door de Welfen, maar in de Sint-Jan van Lateranen. Op 19 september begon hij met de belegering van Florence. Hij kon de stad echter niet innemen. 
Hendrik stierf aan malaria tijdens de voorbereidingen voor een veldtocht tegen Napels. In Luxemburg had hij het bestuur al in 1310 overgelaten aan zijn zoon Jan, maar voor de positie als Rooms-Duitse koning volgde een betwiste opvolging tussen Frederik de Schone en Lodewijk de Beier. Hendrik was slechts 40 jaar wanneer hij stierf en de ambitie om een sterke keizerlijke macht te vestigen in Italië verdween samen met hem.
Nog opmerkelijk om te vermelden is dat hij in het Paradiso van Dante wordt bezongen als de redder van Italië.

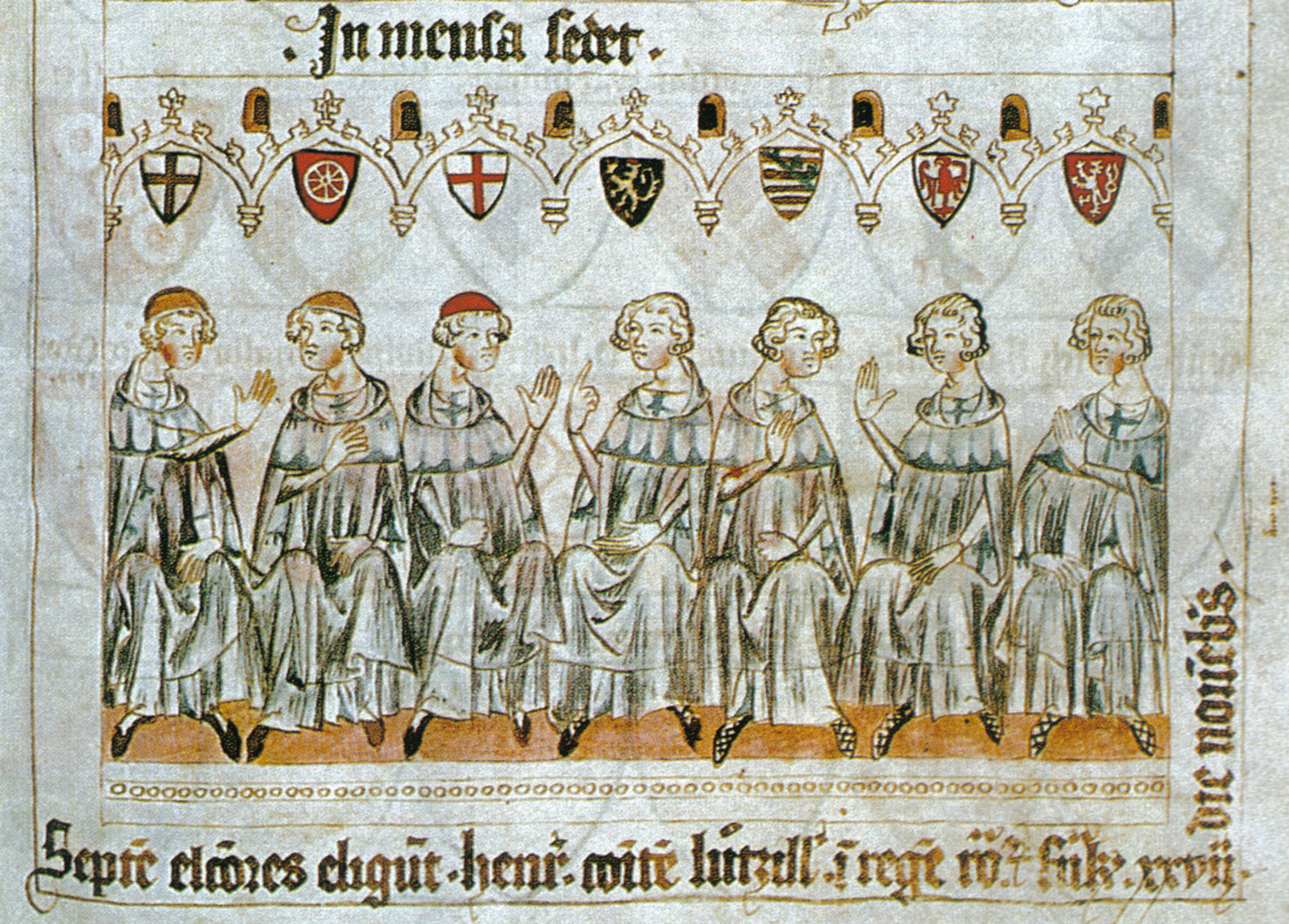
Verkiezing van Hendrik VII tot Rooms-koning

## Voorouders
| Voorouders van Keizer Hendrik VII | Voorouders van Keizer Hendrik VII                                            | Voorouders van Keizer Hendrik VII                                            | Voorouders van Keizer Hendrik VII                                           | Voorouders van Keizer Hendrik VII                                           | Voorouders van Keizer Hendrik VII                                           | Voorouders van Keizer Hendrik VII                                           | Voorouders van Keizer Hendrik VII                                           | Voorouders van Keizer Hendrik VII                                           |
| --------------------------------- | ---------------------------------------------------------------------------- | ---------------------------------------------------------------------------- | --------------------------------------------------------------------------- | --------------------------------------------------------------------------- | --------------------------------------------------------------------------- | --------------------------------------------------------------------------- | --------------------------------------------------------------------------- | --------------------------------------------------------------------------- |
| Overgrootouders                   | Walram III van Limburg (1180-1126) ∞ 1214 Ermesinde II van Namen (1186-1247) | Walram III van Limburg (1180-1126) ∞ 1214 Ermesinde II van Namen (1186-1247) | Hendrik II van Bar (1190-1239) ∞ 1219 Filippa (1192-1242)                   | Hendrik II van Bar (1190-1239) ∞ 1219 Filippa (1192-1242)                   | Burchard van Avesnes (1182-1244) ∞ Margaretha II van Vlaanderen (1202-1280) | Burchard van Avesnes (1182-1244) ∞ Margaretha II van Vlaanderen (1202-1280) | Thomas II van Coucy (1184-1253) ∞ Mathilde van Rethel (–)                   | Thomas II van Coucy (1184-1253) ∞ Mathilde van Rethel (–)                   |
| Grootouders                       | Hendrik V van Luxemburg (1216-1281 ∞ 1240 Margaretha van Bar (1220-1275)     | Hendrik V van Luxemburg (1216-1281 ∞ 1240 Margaretha van Bar (1220-1275)     | Hendrik V van Luxemburg (1216-1281 ∞ 1240 Margaretha van Bar (1220-1275)    | Hendrik V van Luxemburg (1216-1281 ∞ 1240 Margaretha van Bar (1220-1275)    | Boudewijn van Avesnes (1219-1295) ∞ 1243 Felicitas van Coucy (1220-1307)    | Boudewijn van Avesnes (1219-1295) ∞ 1243 Felicitas van Coucy (1220-1307)    | Boudewijn van Avesnes (1219-1295) ∞ 1243 Felicitas van Coucy (1220-1307)    | Boudewijn van Avesnes (1219-1295) ∞ 1243 Felicitas van Coucy (1220-1307)    |
| Ouders                            | Hendrik VI van Luxemburg (1252-1288) ∞ 1260 Beatrix van Avesnes (1242-1321)  | Hendrik VI van Luxemburg (1252-1288) ∞ 1260 Beatrix van Avesnes (1242-1321)  | Hendrik VI van Luxemburg (1252-1288) ∞ 1260 Beatrix van Avesnes (1242-1321) | Hendrik VI van Luxemburg (1252-1288) ∞ 1260 Beatrix van Avesnes (1242-1321) | Hendrik VI van Luxemburg (1252-1288) ∞ 1260 Beatrix van Avesnes (1242-1321) | Hendrik VI van Luxemburg (1252-1288) ∞ 1260 Beatrix van Avesnes (1242-1321) | Hendrik VI van Luxemburg (1252-1288) ∞ 1260 Beatrix van Avesnes (1242-1321) | Hendrik VI van Luxemburg (1252-1288) ∞ 1260 Beatrix van Avesnes (1242-1321) |
| Keizer Hendrik VII (1275-1313)    |                                                                              |                                                                              |                                                                             |                                                                             |                                                                             |                                                                             |                                                                             |                                                                             |

vet = keizer · cursief = tegenkoning · 1 = medekoning (in een deelrijk) · 2 = afkomstig uit een andere dynastie